# میشل بارانوویچ
میشل بارانوویچ در لهستانی میخل بارانوویچ (به ایتالیایی: Michele Baranowicz) (زاده ۵ اوت ۱۹۸۹ در موندووی) بازیکن والیبال دو ملیتی لهستانی ایتالیایی که عضو تیم ملی والیبال ایتالیا و باشگاه لوبه بانکا ماچراتا است.